# Trbušnica (Loznica)
Trbušnica (Servisch cyrillisch Трбушница) is een plaats in de Servische gemeente Loznica. De plaats telt 1061 inwoners (2002).